# Camillo Mapei
Camillo Mapei (Nocciano, 1º giugno 1809 – Dublino, 18 aprile 1853) è stato un presbitero e teologo italiano. Figura eminente del Protestantesimo italiano del periodo risorgimentale, patriota ed esule politico, conosce in Inghilterra Gabriele Rossetti e Giuseppe Mazzini, insegnando nelle scuole per italiani. Attivo prevalentemente a Londra, è fra i fondatori della rivista: L'Eco di Savonarola. È pure riconosciuto come fondatore dell'innologia evangelica italiana.

## Il periodo italiano
Camillo Mapei studia in seminario per diventare sacerdote cattolico. Nel 1830 viene consacrato subdiacono, nel 1831 diacono e nel 1832 sacerdote. Proseguendo i suoi studi, si laurea in teologia nella Pontificia Università Lateranense (che aveva allora sede nel palazzo di S. Apollinare e come tale veniva anche designata). Benché giovane, viene consacrato canonico della Cattedrale di Penne (Pescara) e professore di teologia di questa diocesi. Alcuni anni dopo il suo nome compare fra i tre candidati all'ufficio di vescovo. Scrive diverse dissertazioni teologiche. È accolto come membro dell'Accademia Tiberina e si distingue come eccellente predicatore. Viene udito ed apprezzato dal papa Gregorio XVI mentre predica in latino.
Suo padre spirituale e confessore è l'abate Vincenzo Pallotti (proclamato santo da Papa Giovanni XXIII). L'abate, critico verso le istituzioni romane, pare che un giorno gli abbia detto: "E chi mai, o sconsigliato, chi mai t'ha spinto ad abbandonare la dolce quiete delle tue montagne per venire a Roma? E non sai che Roma è la Babilonia de' popoli? Fuggi, figlio mio, fuggi da Babilonia torna fra i tuoi.... ma no! È Dio, forse, che, nei suoi fini provvidenziali, vuole che tu resti per alcun tempo qui. Rimani dunque, se così piace al Signore; ed Egli Stesso ti sia sostegno e luce". Pare che sia stato proprio il Pallotti a dare a Camillo Mapei la sua prima copia della Bibbia in latino, che avrebbe segnato drammaticamente il suo percorso spirituale successivo. Continua ad approfondire la teologia e si distingue pure in letteratura e poesia. Più tardi si distinguerà per avere composto numerosi inni cristiani.
Come Martin Lutero, uno dei concetti teologici che più lo turbano è quello della giustificazione per fede che scopre nelle epistole paoline con una forza che mai gli era stata insegnata nei suoi precedenti studi teologici e comincia a predicarla un modo tale da far cominciare a preoccupare i difensori della teologia cattolica tradizionale, avversi al Protestantesimo ed al Giansenismo che ne avevano fatto il cavallo di battaglia. Di fatto il Mapei si considera giansenista. Diventa, così, sempre più critico verso il Cattolicesimo ufficiale quando scopre la falsità di un conclamato miracolo attribuito a santa Filomena e che gli fa mettere in questione tutta la tradizionale religiosità cattolica che, più tardi, descriverà come superstizione.
A questo si aggiungono poi le sue idee politiche liberali che lo spingono a mettere in questione pure il potere temporale dei papi. Non teme di predicare apertamente queste idee e di conseguire, per altro, un notevole successo. Viene così ammonito ufficialmente dalle autorità cattoliche che gli intimano di cessare nel diffondere queste idee. Nelle sue prediche cita, per altro, in modo sempre più esteso dalla Bibbia e in lingua italiana (cosa allora pure avversata). Si distanzia così sempre di più dalla tradizionale omiletica dei sacerdoti cattolici, mettendo sempre più in evidenza il solo Cristo. Sono molti quelli che ogni domenica accorrono per udirlo, liberali compresi, attratti pure dalla notorietà della stessa famiglia Mapei.
La crisi, così, non tarda a venire. Una volta che un giovane prete, suo scolaro, dicendo messa, esclama davanti a tutti sollevando l'ostia consacrata: "Insensati! Questo non è il corpo di Gesù Cristo; è un simbolo; non è una realtà! No, non è materialmente, ma spiritualmente, che dobbiamo nutrirci di Gesù Cristo!", Viene preso per pazzo e trascinato via, poi, però, è buon gioco delle autorità ecclesiastiche accusare il suo maestro, Mapei, di mettere in testa ai suoi studenti idee eretiche. Viene convocato per giustificarsi, ma quel tempo il Mapei, che credeva alla transustanziazione, si difende proclamando la sua innocenza. Il discepolo, lungi dall'essere pazzo, ha argomentazioni stringenti che mettono in ulteriore crisi lo stesso Mapei che ora perde del tutto la fiducia dei suoi superiori, aggravata dal fatto che anche la polizia lo stava controllando da vicino cercando di coglierlo in flagrante per le sue idee apertamente liberali e quindi, considerate sovversive. Una mattina del 1840, così, arrivano i gendarmi ad arrestarlo nella sua abitazione di Nocciano con un pretesto e, temporeggiando, il Mapei riesce a fuggire a cavallo, saltando dalla finestra, nonostante che ora i gendarmi gli sparino persino dietro cercando di fermarlo.

## Il periodo inglese
Amici liberali lo aiutano a fuggire dapprima dal Regno delle Due Sicilie ai domini del Papa, dove però vede, anche lì, un annuncio pubblico che invita chiunque identificasse il Mapei a denunciarlo al tribunale dell'Inquisizione. Da Nocciano, comincia, così, il viaggio avventuroso del Mapei che lo vede dapprima a Roma, poi a Civitavecchia dove, accolto da un capitano di sentimenti liberali, sale a bordo di una nave che fa scalo a Malta. Da Malta parte per Algeri e da lì per Marsiglia dove per alcuni mesi, per sopravvivere, dopo aver venduto i suoi abiti buoni, fa il lustrascarpe. Li incontra casualmente un suo zio che lo soccorre. Riparte per Malta dove vive di attività accademiche ed editoriali nelle quali non esita a manifestare le sue idee liberali. Sempre più odiato e perseguitato da diversi governi, sfugge persino ad un tentativo di assassinio per mano di un sicario del re di Napoli. Perseguitato anche a Malta "Perché non andava più vestito da prete e non diceva più messa" il governatore dell'isola viene persuaso a esiliare il Mapei che sceglie di andare a Londra.
Arrivato a Londra, si presenta al prelato cattolico-romano Nicholas Wiseman, che diverrà cardinale, che il Mapei ben conosce avendo studiato insieme con lui a Roma. Viene bene accolto e protetto da varie famiglie aristocratiche cattoliche alle quali viene presentato. Per un po' di tempo tiene lezioni di letteratura italiana. Il Wiseman cerca di "correggere" le idee del Mapei, di farlo reintegrare nelle funzioni sacerdotali e di tenerlo lontano dagli evangelici inglesi. Il prelato ottiene una promessa di perdono per il Mapei dal papa Gregorio XVI a patto che questi ritratti le sue idee "liberali e gianseniste", ma il Mapei rifiuta, deciso ormai a staccarsi dalla Chiesa cattolica. Perde così le sue protezioni, viene scacciato e privato di ogni risorsa. Viene accolto da un altro italiano che, benché povero, condivide con lui quel poco che ha.
È il 1843 e il Mapei decisamente va alla ricerca degli evangelici italiani di Londra. In una sala del quartiere di Saffron Hill ascolta con commozione la predicazione evangelica in italiano dell'ex frate Giovan Battista Di Menna. Quel momento segna per lui il giorno della sua conversione al "Cristo delle Scritture". Ripudia con gioia e senza alcun rincrescimento le tipiche dottrine cattoliche-romane che gli erano state insegnate ed aderisce alle dottrine del Protestantesimo.
Appena convertito, sente forte il bisogno di dare espressione concreta alla sua fede. Scopre che tanti bambini italiani vivevano nella periferia di Londra nella più completa indigenza economica e morale. Questi bambini, comprati a poco prezzo in Italia, giravano le vie di Londra per mendicare a profitto di padroni crudeli e impietosi. Insieme al fiorentino Salvatore Ferretti e la moglie di questi, Maria Angela Bruschi, costituiscono così a Londra nel 1844 “L'Asilo dei Fanciulli poveri italiani in Londra”, sostenuto da contributi volontari. Egli vuole che, questi bambini, educati in terra libera secondo le verità dell'Evangelo, tornino poi in Italia come annunciatori dell'Evangelo pronti a smascherare quella che chiama la "falsa e bugiarda" Chiesa di Roma. In questo trova aiuto di altri italiani. L'orfanotrofio evangelico italiano e casa di educazione svolgerà la sua attività fino al 1862, poi verrà trasferita in Italia nel momento del ritorno di Salvatore Ferretti in Italia
A Londra si tenevano riunioni di culto evangelico in lingua italiana nella New National Scotch Church, Sidmouth St. Grays Inn Road, ogni domenica alle 17:30. Fra i numerosi italiani presenti a Londra, agivano pure alcuni evangelisti e pastori, fra i quali Pietro Doro.
Anche a Londra, però, la persecuzione dei cattolici contro di lui si fa così forte che gli amici devono fare di tutto per allontanarlo dalla città. Si reca così a Glasgow, passando per Liverpool dove è ospitato da un medico che lo aiuta a sistemarsi, e a dare lezioni. Impara l'inglese e frequenta una delle figlie del medico, Carolina Barrows, con la quale si sposa nel 1845 dando la notizia ai suoi famigliari di Nocciano, scrivendo loro: "Ho sposato una distinta signorina protestante ed ho messo così una insormontabile barriera fra me e la religione dell'ostia baccalà!". Il 23 settembre 1846 nasce il loro figlio Luigino.
Nel frattempo anche Giuseppe Mazzini, insieme con Filippo Pistrucci, si era dato da fare a Londra, aprendo una scuola gratuita italiana, che rimane aperta dal 1841 al 1848, rappresentando l'anello di congiunzione fra il movimento evangelico, che mirava alla redenzione morale e spirituale d'Italia e il movimento politico risorgimentale.
Il Mapei, tornato a Londra fonda la prima Chiesa Evangelica italiana della capitale inglese assieme a Salvatore Ferretti. Si dice che sia stato lui a convertìre all'Evangelo, cosa questa poco nota, Giuseppe Garibaldi, Giuseppe Mazzini e Gabriele Rossetti ed altri del Risorgimento Italiano, che contribuiranno poi attivamente all'unità d'Italia e alla creazione della Chiesa Libera Evangelica Italiana, ma questa loro conversione al Protestantesimo è discussa. La "nuova nascita" dei primi due segna in loro il desiderio di cambiare l'Italia e... di dedicarla, come scrivono: "a Cristo, Vero Dio e Salvatore, strappandola al braccio destro del demonio: il Vaticano!".
Nel 1847 fonda il giornale, in lingua italiana, L'eco di Savonarola. I primi scrittori fondatori sono dodici evangelici, quasi tutti ex-sacerdoti cattolici. Mapei scrive il verbale dell'Adunanza preparatoria al "Primo concilio della Chiesa Evangelica Italiana", avvenuto nel 1850 a Londra. In quello stesso anno esce la prima raccolta di inni e salmi con sessanta inni di cui trentatré erano del Mapei. Nel 1850 Mapei torna a Genova per poco tempo e nel 1852 si reca in Scozia e quindi a Dublino, dove, sia pur malato, svolge un'instancabile opera di evangelizzazione a tappeto, casa per casa, in occasione della campagna elettorale del partito evangelico, come pure di conferenziere ed insegnante. Benché egli voglia tenersi lontano dalle polemiche di carattere politico, le sue conferenze non hanno successo.
È a Dublino che muore nel 1853 in circostanze non chiare. La storiografia ufficiale afferma che lì egli muore a causa di un clima molto rigido e di una febbre mal curata, dopo essersi ammalato gravemente e, nonostante le cure tardive al Richmond Hospital, il 18 aprile. L'amico e collega Salvatore Ferretti nell'Eco di Savonarola però, scrive: "...questo martire, imperocché la sua morte accadde in conseguenza di un barbaro trattamento usatogli da un fanatico d'Irlanda, ad instigazione forse del partito clericale, da cui il Mapei era crudelmente odiato".
La salma è trasportata al cimitero della St. Michan's Church.
Il numero di maggio dell'Eco di Savonarola usciva nel 1853 con la sua prima pagina a lutto e con queste parole: "Se l'Inghilterra ha perduto in questi ultimi tempi il suo Bichersteith, se la Scozia il suo Chalmers, se la Svizzera il suo Vinet, anche l'Italia, l'Italia evangelica ha perduto il suo Mapei".

## Opere
- Camillo Mapei, Essay on the Political, Religious and Moral State of Italy, translated by David Dundas Scott, Glascow, 1847.
- Camillo Mapei Italy, Classical, Historical and Pictoresque, Glasgow, Blackie & Son, 1847. L'opera contiene una serie di incisioni tratte da disegni dei più importanti pittori inglesi che visitarono l'Italia nella prima metà del diciannovesimo secolo, quali: Harding, Prout, Brokedon, Leitch etc.[1]
- Molti suoi scritti si trovano in gran parte nella rivista Eco di Savonarola.
- La sua produzione poetica e innografica conta migliaia di inni, testi musicali, spartiti e poesie. Nell'innario delle ADI, Inni di lode, quinta edizione, 1994, sono ancora presenti cinque suoi inni.